# واباگ
واباگ مرکز استان انگا، واقع در کشور پاپوآ گینه نو است.